# Tètanus
El tètanus és una malaltia infecciosa causada per l'exotoxina tetanospasmina del Clostridium tetani, caracteritzada per un augment del to muscular i per la presència d'espasmes.
El tètanus es produeix a totes les parts del món, però és més freqüent en climes càlids i humits, on el sòl conté molta matèria orgànica. El 2015 es van produir unes 209.000 infeccions i unes 59.000 morts a nivell mundial. La mortalitat es va reduir de 356.000 morts a l'any el 1990. Als EUA hi ha uns 30 casos a l'any, gairebé tots els quals no han estat vacunats. Hipòcrates va fer una primera descripció de la malaltia al segle V aC. La causa de la malaltia fou determinada el 1884 per Antonio Carle i Giorgio Rattone a la Universitat de Torí, i es va desenvolupar una vacuna el 1924.

## Epidemiologia
Varia molt entre els països que compten o no amb un programa de vacunació global. Als països sense programes de vacunació afecta especialment als nadons i als nens petits. Als països amb programes de vacunació el tètanus apareix de forma esporàdica i afecta a persones no vacunades o mal vacunades.
Majoritàriament el tètanus és precedit per una lesió aguda com una incisió, una abrasió o una laceració. Aquestes poden ser greus, però solen ser lleus motiu pel qual el malalt no acostuma a consultar el metge. També s'associa al consum de drogues injectades o cirurgies. Normalment aquesta vacuna, com ja s'ha dit abans s'ha de posar quan s'és petit o un nadó. Es pot contraure la malaltia si et fas ferides amb algun ferro rovellat o altra cosa rovellada. Cal netejar la ferida en el cas que la ferida sigui amb un ferro, ja que el tètanus s'encomana per via cutània.

## Transmissió
La forma més freqüent de contagi és per lesions a la pell (ferides, mossegades, cremades, pírcings i tatuatges realitzats amb materials no esterilitzats, agulles, etc.) a través de les quals el Clostridium tetani penetra a l'organisme. No cal que les lesions siguin profundes o brutes; qualsevol és potencialment perillosa si entra en contacte amb el bacil tetànic.
Un cop a l'organisme, el bacteri allibera tetanospasmina, una toxina que bloqueja els senyals nerviosos des de la medul·la espinal fins als músculs. Això provoca l'aparició d'espasmes musculars a tot el cos i rigidesa.

## Símptomes
Els símptomes principals són rigidesa i espasmes musculars, que poden arribar a ser prou forts i dolorosos com per provocar fractures dels ossos i esquinçaments musculars.
Els espasmes afecten els músculs de la cara, el coll, el tòrax i l'esquena, i poden estendre's també als músculs abdominals, als de les cames i als dels braços. En funció dels músculs afectats, la persona pot patir problemes respiratoris, dificultats per empassar i arqueig de l'esquena.
Altres possibles símptomes són:
- Febre
- Sudoració excessiva
- Taquicàrdia
- Hipertensió
- Baveig
- Micció o defecació incontrolables.

Des que es produeix la infecció fins que es desenvolupen els símptomes transcorren normalment entre quatre i vint-i-un dies.

## Diagnòstic
La diagnosi és bàsicament clínica, ja que els símptomes són ràpidament i fàcilment identificables. No hi ha cap prova de laboratori específica que permeti diagnosticar el tètanus. El metge o la metgessa pot realitzar proves per descartar altres malalties que poden presentar símptomes similars, com la ràbia o la meningitis.

## Tractament

Morts per tètanus per milió de persones el 2012:
0-0
1-1
2-3
4-8
9-13
14-28
29-151

Cal netejar bé talls i ferides i rebre tractament mèdic com més aviat millor. El tractament pot comprendre: antibiòtics (penicil·lina, metronidazole...), gammaglobulina antitetànica, relaxants musculars, cirurgia per netejar la ferida i eliminar el teixit contaminat (desbridament), bloquejadors neuromusculars, repòs.
Cal no confondre la gammaglobulina antitetànica amb la vacuna antitetànica, ja que la primera s'utilitza només per a immunitzacions urgents davant el tètanus i té un efecte protector molt curt (aproximadament, vint dies).

## Vacunació
La vacuna antitetànica és una vacuna molt eficaç, fàcil d'administrar i completament inofensiva. La primera vacunació es fa amb la vacuna DTP (diftèria, tètanus, tos ferina) als dos, quatre i sis mesos d'edat. L'efecte protector de la vacuna antitetànica (un cop administrades les tres primeres dosis) dura més de deu anys. La persona que ha estat complidora amb el calendari vacunal, només requerirà 2 dosis més de tètanus al llarg de la vida (1 dosi cap als 25-30 anys i la segona dosi als 60-65 anys). Els que no han estat ben vacunats a la infància o desconeixen els seus antecedents, han de consultar la pauta de vacunació, amb un professional sanitari. En els adults, en comptes de la vacuna DTP (diftèria, tètanus, tos ferina) s'administra la vacuna de l'adult (diftèria i tètanus de l'adult).

## Prevenció
El tètanus tan sols es pot prevenir mitjançant la vacunació, ja que el fet d'haver patit la malaltia no protegeix. El tètanus és una malaltia de declaració obligatòria individualitzada. Per tant, els professionals han de declarar-la a la unitat de vigilància epidemiològica corresponent tan bon punt en sospitin l'existència.